# Ōnusa

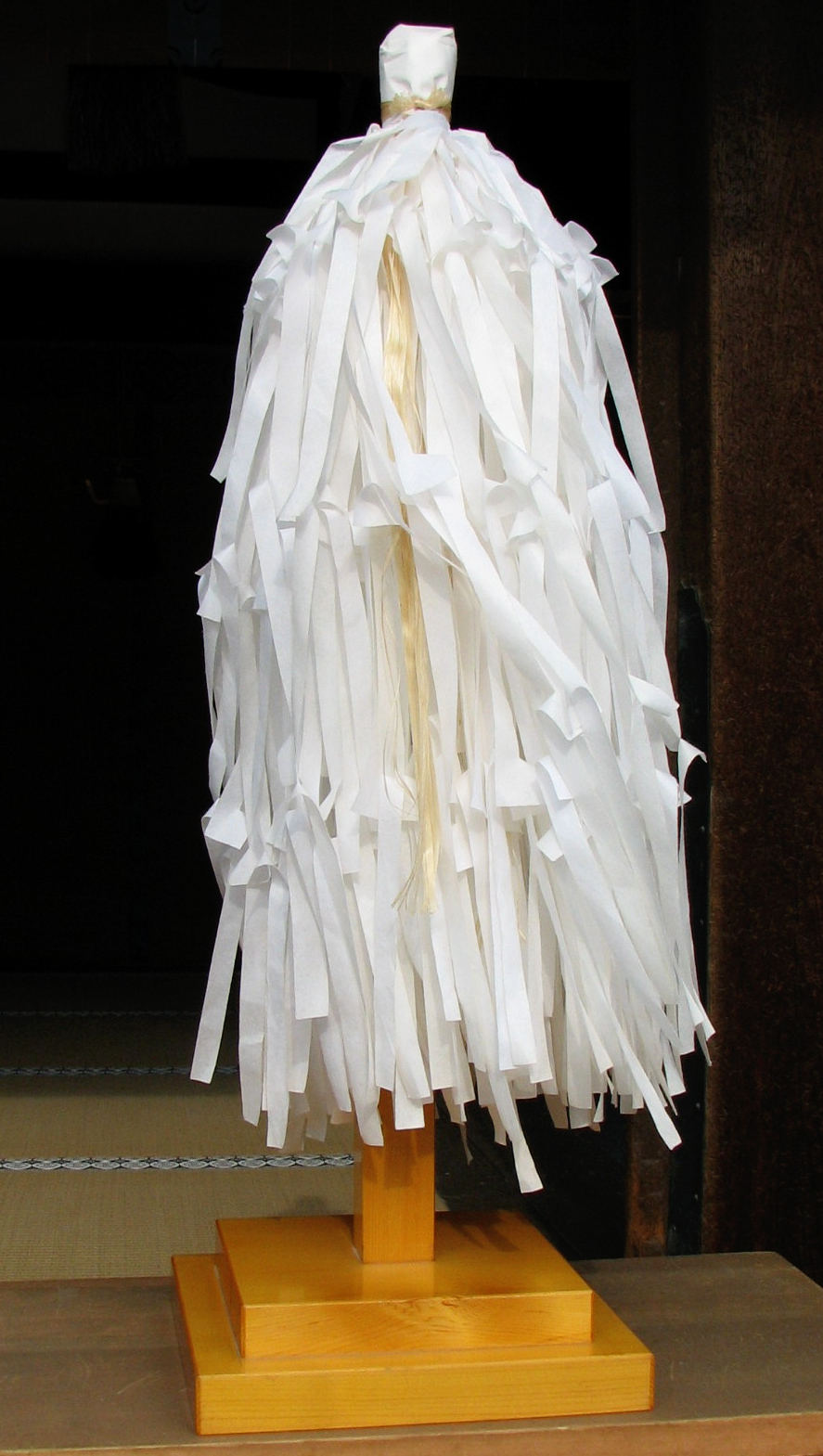
Un Ōnusa

Un Ōnusa (大幣?) o semplicemente nusa (幣?) è una bacchetta di legno usata nei rituali shintoisti. È decorata con molti shide (strisce a zig-zag). Quando la shide è attaccata a un bastone esagonale o ottagonale, può anche essere chiamata haraegushi (祓串?). Viene ondeggiato a destra e a sinistra durante i rituali di purificazione.
Gli Ōnusa non devono essere confusi con i hataki, che sembrano in qualche modo simili.